# 天主教科希馬教區
天主教科希馬教区 （拉丁語：Dioecesis Kohimaensis）是羅馬天主教的一個教區，位於印度那加蘭邦，面積16,579平方公里。受天主教因帕尔总教区管轄。
1973年1月29日成立科希馬-因帕爾教區，1980年3月28日科希馬教區析出。2006年有教友54,401名，佔轄區總人口僅百分之2.7。由131名司鐸名管理34個堂區。目前教區主教為雅各伯‧托比爾。